# Полетта. Во все тяжкие
«Полетта. Во все тяжкие» (фр. Paulette) — фильм французского режиссёра Жерома Энрико. Сценарий написан в сотрудничестве с Бьянкой Олсен, Лори Обанель и Сирилом Рэмбуром.

## Сюжет
Полетта — вредная старушка с непростым характером. Она ненавидит соседей, поскольку те мусорят и шумят. Она не любит своего внука и придумала ему прозвище Черныш, поскольку дочь вышла замуж за чернокожего полицейского (зятя Полетта называет то Обамой, то Бен Ладеном). Когда социальные службы начинают за долги описывать её имущество, она принимает нестандартное решение: отправляется к местному наркодилеру и предлагает свои услуги. Бандиты ошеломлены, но бабушка находит убедительные доводы, чтобы её приняли на работу.
Не проходит и месяца, как Полетта становится крупнейшим торговцем «травы» в районе. Хит продаж — выпечка с гашишем! Бизнес процветает, жизнь налаживается. Однако любопытные подруги, зять, любвеобильный сосед и бандиты не дают ей насладиться обретённым благосостоянием.

## В ролях
| Актёр             | Роль               |
| ----------------- | ------------------ |
| Бернадетт Лафон   | Полетт Куртен      |
| Кармен Маура      | Мария              |
| Доминик Лаванан   | Люсьенн            |
| Аксель Лаффон     | Аньес, дочь Полетт |
| Жан-Батист Анумон | Усман, зять Полетт |

## Премьера
4 октября 2012 года — Португалия

25 ноября 2012 года — Чехия

16 января 2013 года — Франция

21 февраля 2013 года — Словакия

18 апреля 2013 года — Португалия

30 мая 2013 года — Россия

6 июня 2013 года — Италия

18 июля 2013 года — Германия